# Bibrety
Bibrety (z niem. Biber - bóbr) – zabarwione na kolor brązowy, wyprawione skóry mniej cennych zwierząt futerkowych (np. królików) imitujące futro bobra; także okrycia wykonane z tego surowca.
Bibrety używane są zwykle do wyrobu płaszczy futrzanych (np. pelis) oraz kołnierzy. 
Termin bibrety pojawił się w języku polskim w drugiej połowie XX wieku.